# Xestia bolteri
Xestia bolteri là một loài bướm đêm thuộc họ Noctuidae. Nó được tìm thấy ở Bắc Mỹ, bao gồm Arizona, New Mexico, Utah và Colorado.
Sải cánh dài khoảng 35 mm.